# Albin Grewe
Albin Grewe, född 22 mars 2001 i Märsta, Stockholms län, är en svensk professionell ishockeyspelare som spelar för Djurgårdens IF i SHL. Hans moderklubb är Wings HC Arlanda.